# Su e zo per i ponti

Афіша перегонів

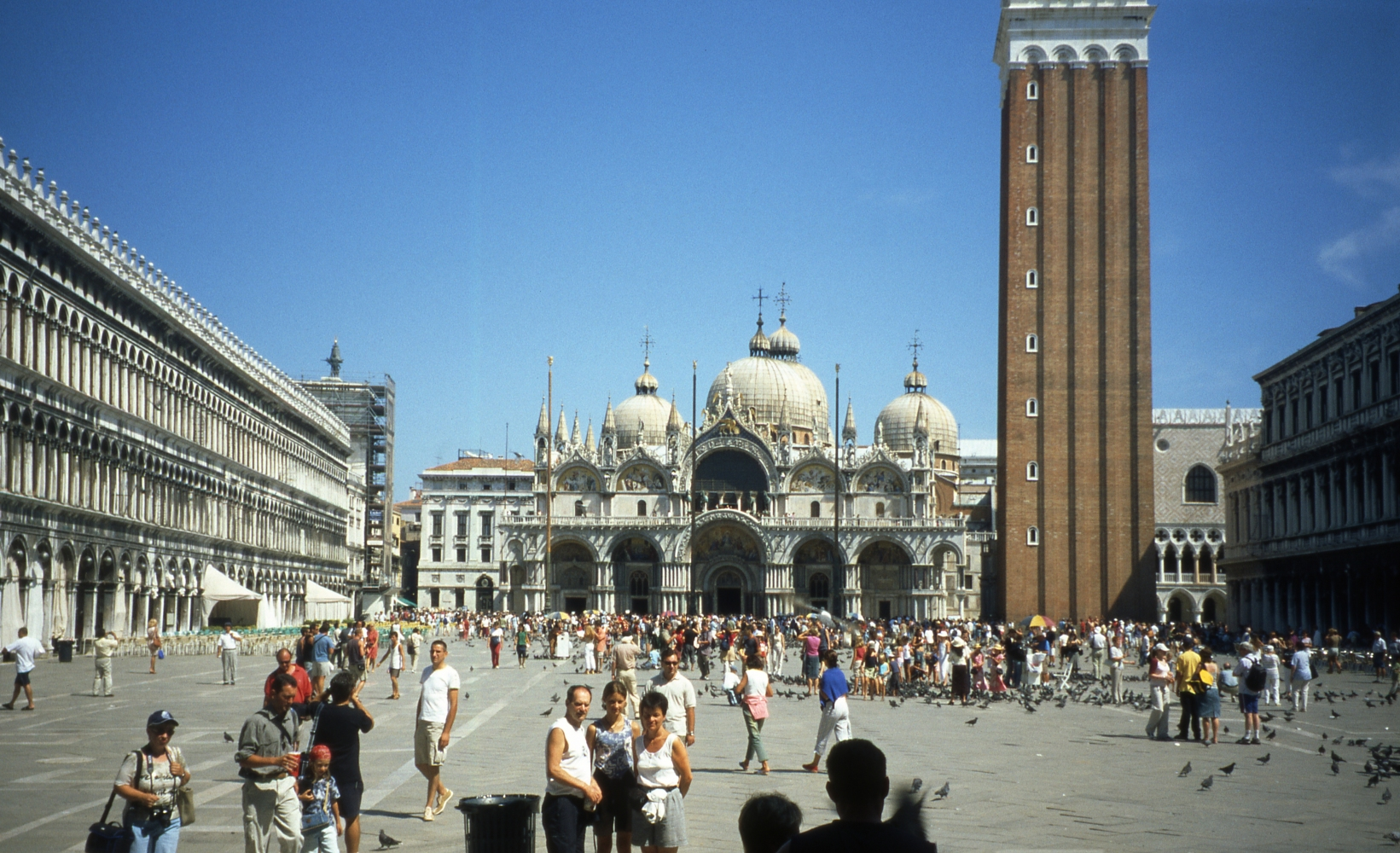
Площа Сан-Марко - місце, де починається і закінчується маршрут

Вулиця Ґарібальді, через яку пролягає маршрут

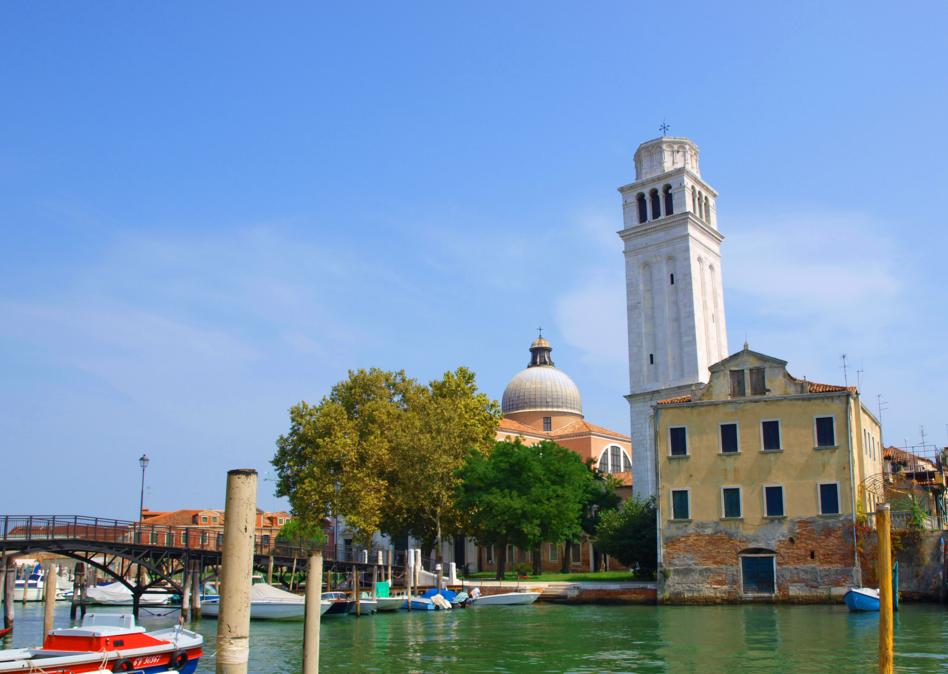
Острів Сан П'єтро - найсхідніша точка маршруту

Су е цо пер і понті (укр. «Вгору і вниз по мостах») — традиційно незмагальний забіг (ходьба), який щорічно в березні або квітні проходить у Венеції. 

## Історія
Уперше перегони відбулися у 1975 році. Засновником і координатором комітета з підготовки забігу був о. Діно Берті. Оскільки захід виявився успішним, вирішили зробити його регулярним. Метою перегонів їх організатори проголосили залучення молоді, пенсіонерів, сімей, шкільних і спортивних груп до «захоплюючої прогулянки через венеційські мости і вулиці і ». Щорічно у святі беруть участь від 10 до 15 тисяч осіб. На допомогу приходять близько 600 волонтерів. Зароблені гроші йдуть на благодійність..

## Проведення свята
Свято розпочинається месою на честь «Su e zo per i ponti» в базиліці Святого Марка.
Після богослужіння усі групи збираються на площі Сан-Марко. 
У присутності почесних гостей відбувається церемонія підняття прапора.
Із освітленням маяка стартують перегони. Для різних вікових груп встановлені різні маршрути:
1) основний маршрут, що пролягає через 53 моста і становить близько 13 км (8 миль),  починається і закінчується на П’яцца Сан-Марко перед Палацом дожів;
2) короткий маршрут тільки для шкільних команд, що пролягає через 26 мостів і становить близько 6 км (3,5 милі),  починається на залізничному вокзалі й закінчується на П’яцца Сан-Марко. .
Учасники забігу слідують типовим для міста маршрутом, який веде їх через calli (вулиці), campi (площі) і ponti (мости). Назва відображає в собі сам маршрут (su і zo з венеційської мови перекладаються відповідно вгору і вниз, а per i ponti - через (по) мости).
Після закінчення забігу на площі Сан-Марко проходить парад фольклорних груп і відбувається нагородження учасників пам'ятними медалями.